# Kulturværftet

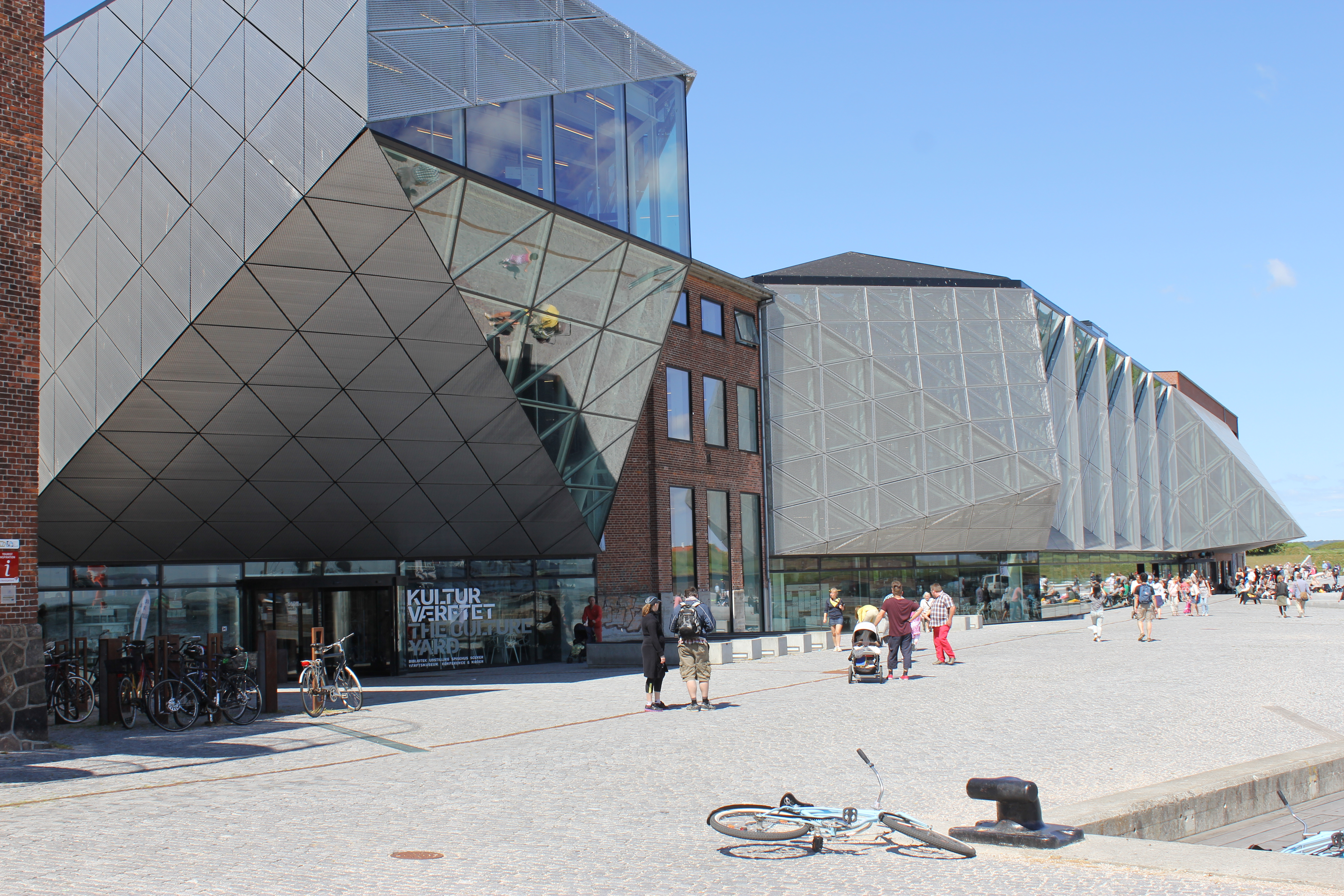
Eingang der Kulturværft (2014)

Kulturværftet (deutsch „Die Kulturwerft“) in der dänischen Stadt Helsingør ist das Kulturzentrum der Helsingør Kommune. Es ist in den Werftgebäuden der ehemaligen Helsingør Skibsværft im Hafen von Helsingør untergebracht. Zwischen Schloss Kronborg und Danserindebrønden gelegen befinden sich dort auf einer Fläche von 13.000 m² unter anderem das Værftmuseet (Werftmuseum) und die Zentralbibliothek der Helsingør Kommune.
Das Gebäude 10 (Bygning 10), das ehemalige Bürogebäude der Werft, enthält heute ein Ausstellungsraum und Büroräume der Bibliothek. Das Werftmuseum am Eingang des Gebäudes dokumentiert die über hundertjährige Geschichte der Helsingør Skibværft, die als größter Arbeitgeber lange Zeit Dreh- und Angelpunkt der Stadt war. Die Gebäude 12 und 13 beherbergen die Leseräume der Bibliothek, die sich auf drei Etagen verteilen. Dort sind auch Versammlungsräume, Werkstätten sowie ein Café und Restaurant untergebracht. Für unter anderem Konzerte, Konferenzen oder Theatervorstellungen stehen ein kleiner Saal (Lille Scene) sowie ein großer multifunktionaler Saal mit Bühne und 500 Sitz- und 1000 Stehplätzen (Store Scene) zur Verfügung. Durch einen neuen Glasbau (Bygning 11) und Arkaden sind die Gebäude miteinander verbunden.

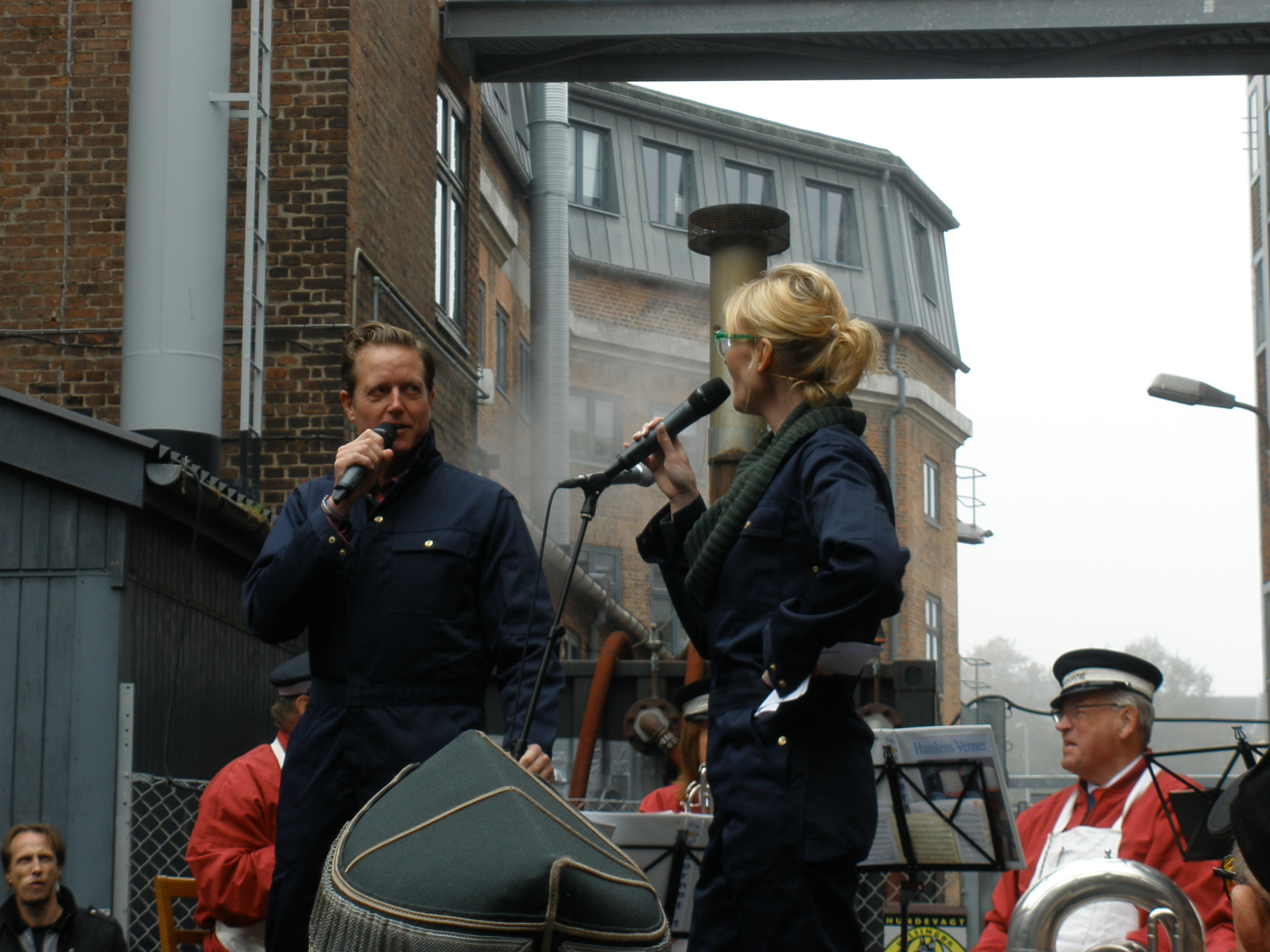
Auftritt der dänischen Schauspieler Peter Mygind und Ditte Hansen bei der Eröffnung der Kulturværft im Oktober 2010

Kulturværftet wurde am 10. Oktober 2010 um 10:10 Uhr eröffnet, nachdem die Werft nach Plänen der Architekten von AART A/S von 2008 bis 2010 für 286 Millionen DKR umgestaltet und ausgebaut wurde. Der Vorschlag des Aarhuser Architektenbüros gewann einen offenen Architektenwettbewerb, der von der Helsingør Kommune zusammen mit der Akademisk Arkitekturforening im Dezember 2005 ausgeschrieben wurde. Die Arbeiten fanden im Rahmen des Projektes Kulturhavn Kronborg statt, bei dem bis 2012 Teile des Hafens zum Kulturgebiet (Kulturmområde Helsingør) umfunktioniert wurden. Zu diesem Konzept gehört auch das 2013 eröffnete Seefahrtsmuseum, das unterirdisch um das alte Trockendock herum gebaut wurde.